# Musée de la mine de Saint-Éloy-les-Mines
Puits Saint-Joseph
La maison de la mine et du tourisme de Saint-Éloy-les-Mines est construite en 2011 au pied du chevalement du puits Saint-Joseph. C'est à la fois un musée de la mine et un office de tourisme.

## Localisation
Le musée est situé à proximité du centre-ville de Saint-Éloy-les-Mines, dans le département du Puy-de-Dôme en région Auvergne-Rhône-Alpes.

## Organisation du bâtiment
Le musée est installé dans un bâtiment neuf spécialement construit au pied du chevalement du puits Saint-Joseph. Une petite cour fermée se trouve à l'arrière du local et expose du matériel lourd. L’accueil du musée sert également d'office de tourisme.

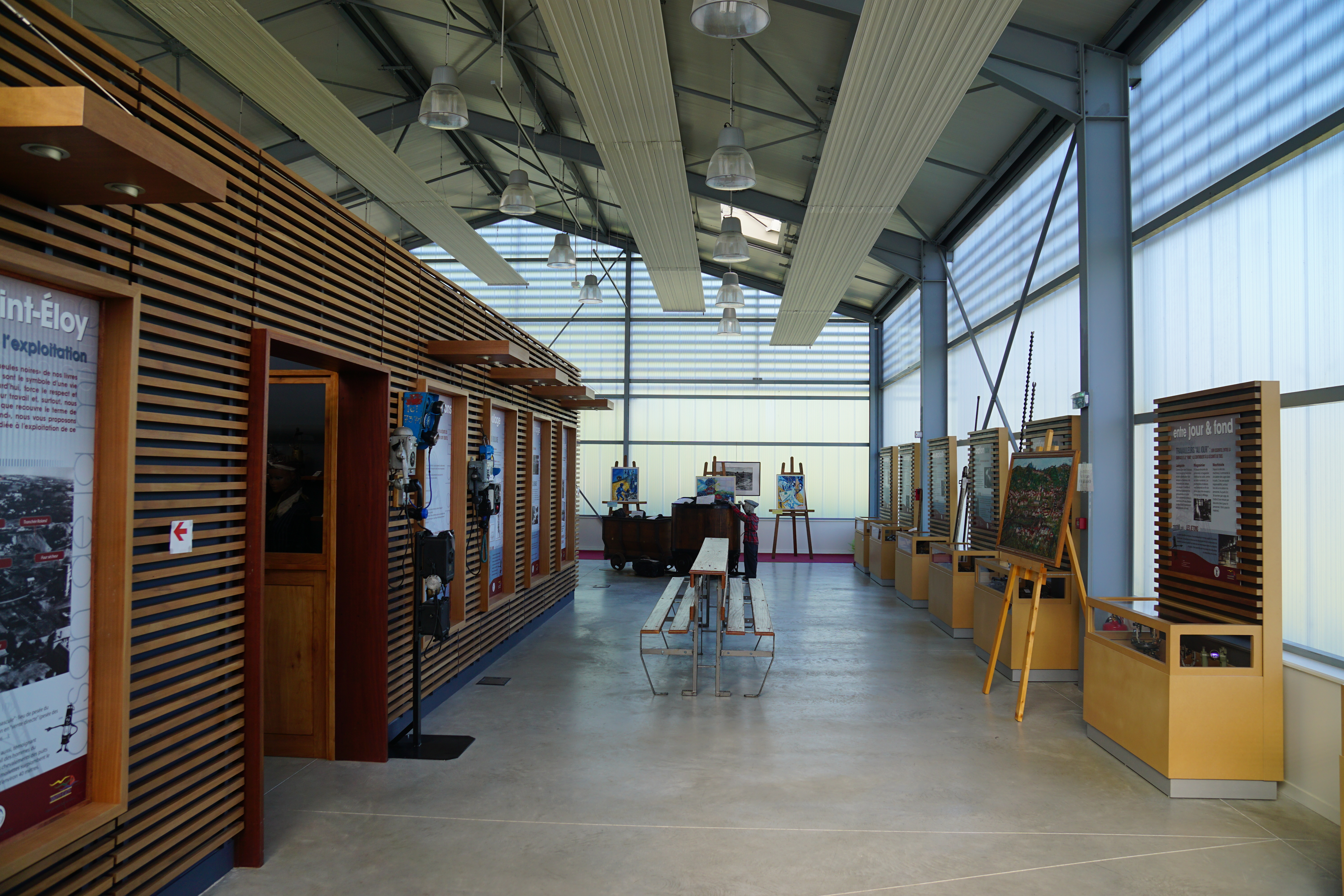
L'intérieur de la maison de la mine.
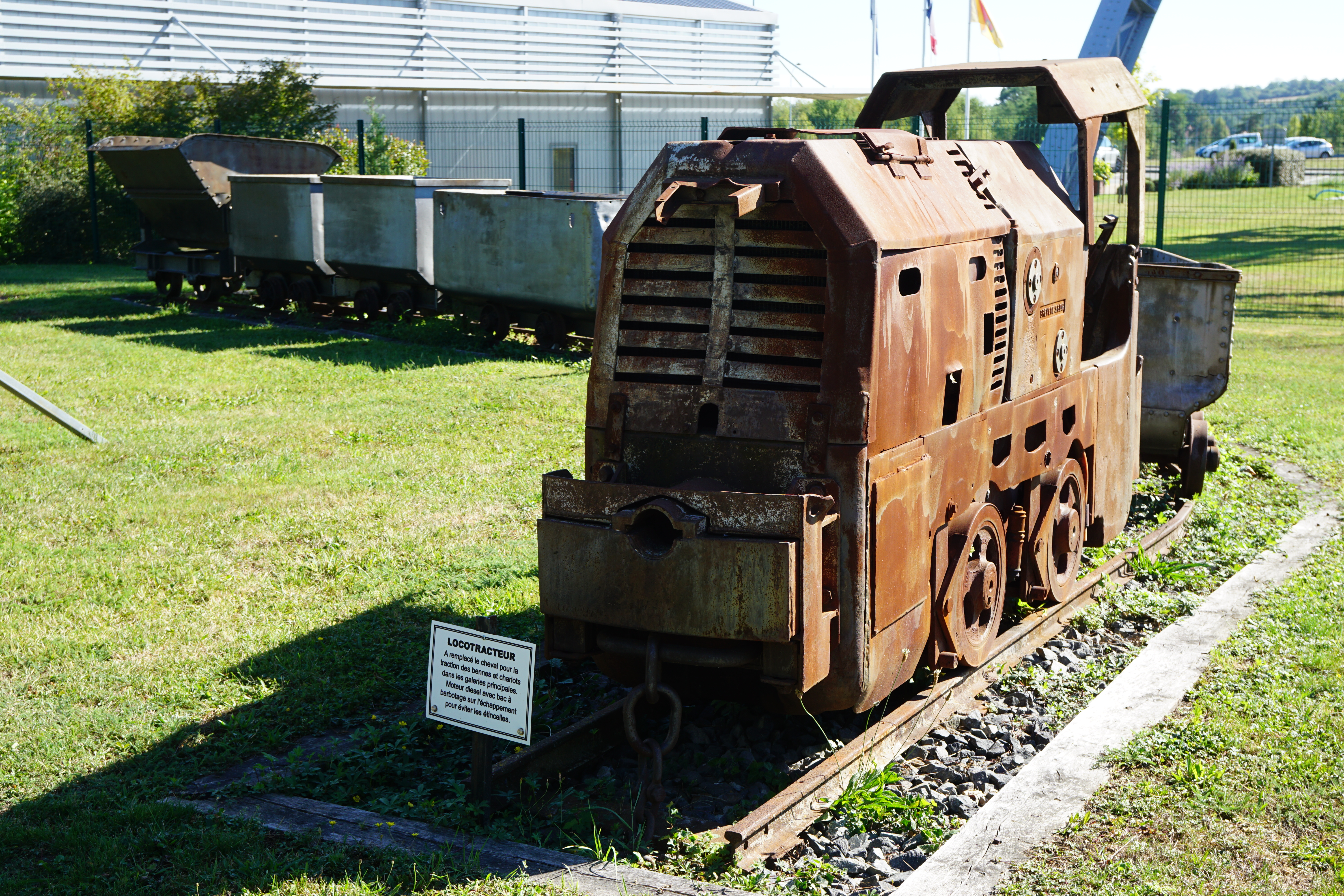
Train minier du musée.

## Histoire

### Exploitation minière
Le charbon exploité dans le bassin minier est de l'anthracite appartenant au « grand sillon houiller du Massif Central ». Le bassin de Saint-Eloy est le plus grand de l'ouest auvergnat. Il est exploité de la Révolution française jusqu'au 15 janvier 1978.

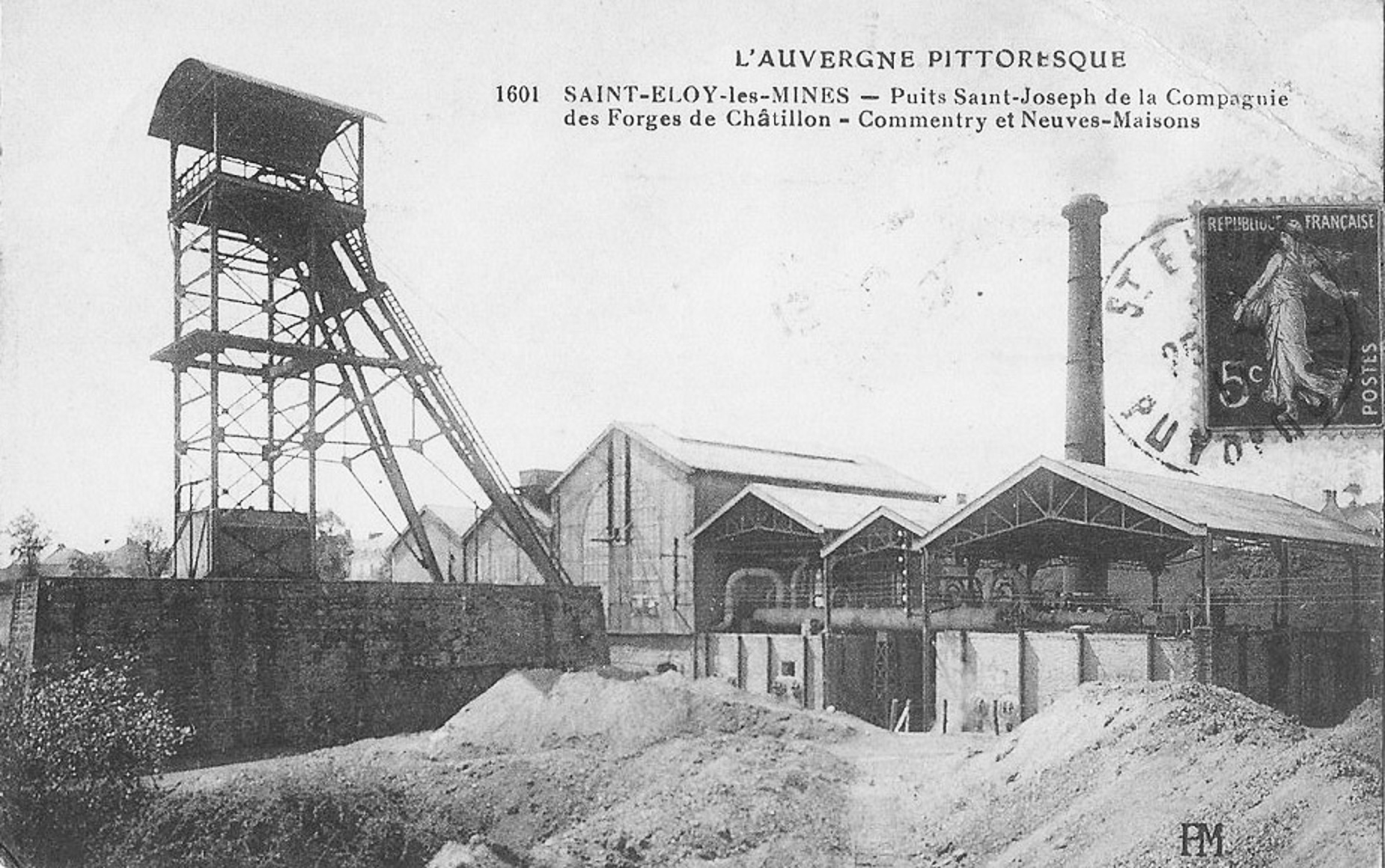
Le puits Saint-Joseph à l'origine.
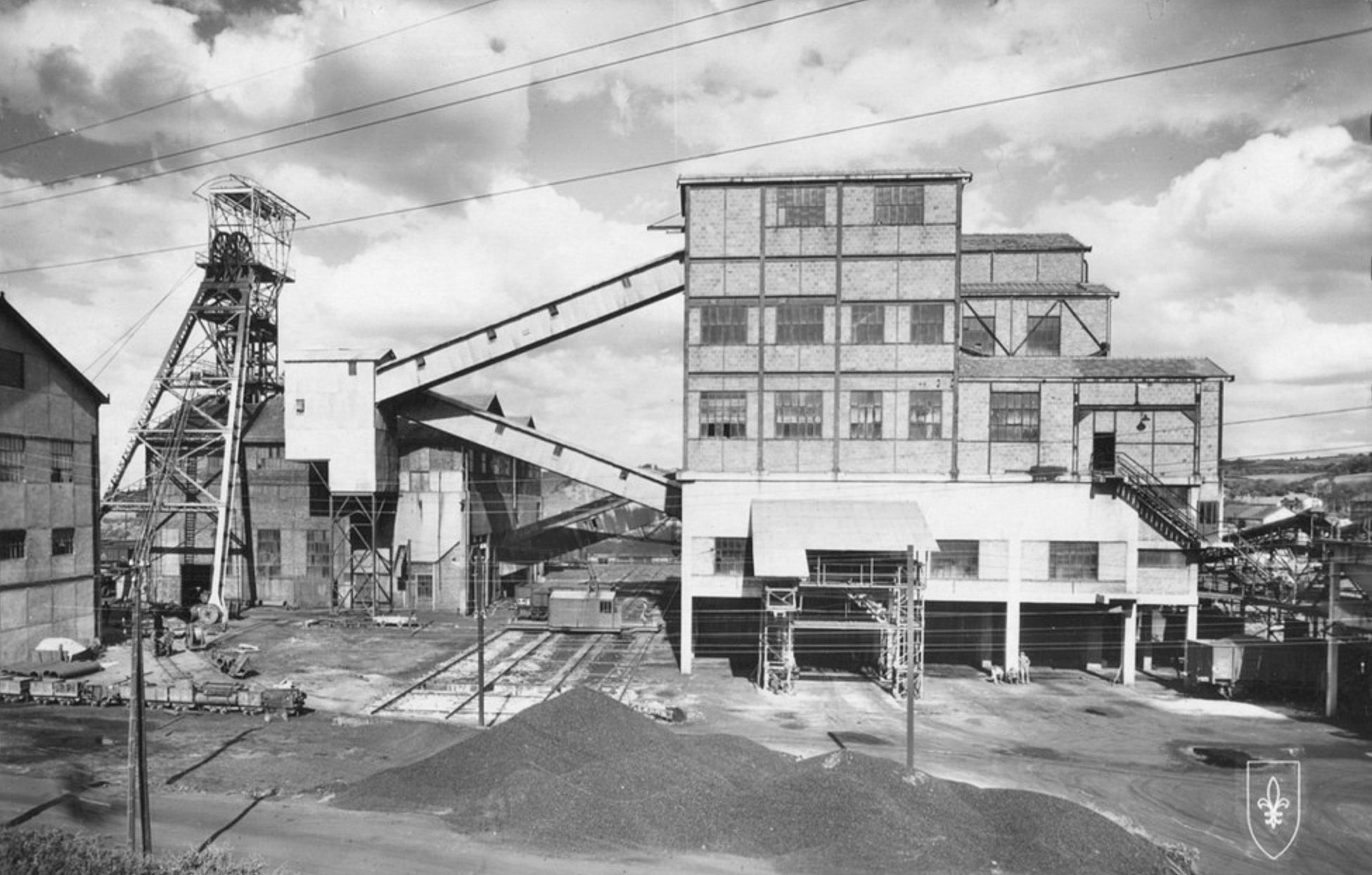
Le puits Saint-Joseph en activité.

### Musée
La maison de la mine est inaugurée à l'occasion de la fête de la Sainte-Barbe de 2011, après 19 ans de projet,.